# G-man
G-Man е неиграем персонаж (NPC, Non-playable character) от компютърната игрова поредица Half-Life, озвучен от Майкъл Шапиро. Самоличността му в играта не е напълно изяснена, но очевидно от появяването му в ключови моменти от развитието на играта, а и от собствените му признания в самия край на играта, той има ръководна роля в ключовите събития във вселената на Half-Life. В края на играта, G-Man предлага на Гордън Фрийман да работи за него (и неназована организация, която той представлява) или да прекара остатъка от живота си в чуждия свят Xen.